# Yothin Yaprajan
Yothin Yaprajan (* 8. Mai 1992) ist ein thailändischer Mittelstreckenläufer.

## Sportliche Laufbahn
Erste internationale Erfahrungen sammelte Yothin Yaprajan im Jahr 2013, als er bei den Südostasienspielen in Naypyidaw in 1:51,91 min den vierten Platz im 800-Meter-Lauf belegte und über 1500 Meter nach 4:00,94 min auf Rang fünf einlief. Zwei Jahre später gewann er bei den Südostasienspielen in Singapur in 1:52,32 min die Bronzemedaille über 800 Meter hinter dem Vietnamesen Dương Văn Thái und Mervin Guarte von den Philippinen. Auch über 1500 Meter gewann er in 3:49,35 min Bronze hinter dem Vietnamesen Dương und Guarte. 2017 erreichte er bei den Asienmeisterschaften in Bhubaneswar in 3:55,91 min Rang neun im 1500-Meter-Lauf und anschließend gewann er bei den Südostasienspielen in Kuala Lumpur in 3:53,41 min die Silbermedaille über 1500 Meter hinter Dương und wurde über 800 Meter in 1:51,70 min Fünfter. Mitte September startete er über 1500 Meter bei den Asian Indoor & Martial Arts Games in Aşgabat, schied dort aber mit 3:59,82 min in der Vorrunde aus. Im Jahr darauf scheiterte er bei den Asienspielen in Jakarta in 1:53,71 min bzw. 4:01,41 min über beide Distanzen im Vorlauf. 2019 schied er bei den Asienmeisterschaften in Doha über 1500 Meter mit 3:55,49 min in der ersten Runde aus und gewann bei den Südostasienspielen in Capas in 4:08,90 min die Bronzemedaille hinter dem Vietnamesen Dương und Mariano Masano von den Philippinen.

## Bestleistungen
- 800 Meter: 1:51,30 min, 6. September 2013 in Bangkok
- 1500 Meter: 3:49,35 min, 11. Juni 2015 in Singapur
  - 1500 Meter (Halle): 3:59,82 min, 19. September 2017 in Aşgabat